# Ella Sings Gershwin
Ella Sings Gershwin (укр. Елла співає Гершвіна) — дебютний студійний альбом американської джазової співачки Елли Фіцджеральд, до якого увійшли пісні, написані братами Джорджем і Айрою Гершвінами. Альбом був записаний на студії Decca Records 11 вересня 1950 року і випущений на 10-дюймовій вініловій платівці (студійний номер DL5300). В записі брав участь піаніст Елліс Ларкінс, який акомпанував Фіцджеральд у всіх піснях.
Протягом кар'єри Фіцджеральд записала інші два альбоми, які цілком складались з пісень Гершвінів, — Ella Fitzgerald Sings the George and Ira Gershwin Songbook (1959) і Nice Work If You Can Get It (1983).

## Список композицій
Автор слів Айра Гершвін, автор музики Джордж Гершвін. 
| Сторона 1 | Сторона 1                  | Сторона 1  |
| #         | Назва                      | Тривалість |
| --------- | -------------------------- | ---------- |
| 1.        | «Someone to Watch Over Me» | 3:13       |
| 2.        | «My One and Only»          | 3:13       |
| 3.        | «But Not for Me»           | 3:12       |
| 4.        | «Looking For a Boy»        | 3:06       |
| 12:44     |                            |            |

| Сторона 2 | Сторона 2                          | Сторона 2  |
| #         | Назва                              | Тривалість |
| --------- | ---------------------------------- | ---------- |
| 5.        | «I’ve Got a Crush on You»          | 3:13       |
| 6.        | «How Long Has This Been Going On?» | 3:14       |
| 7.        | «Maybe»                            | 3:21       |
| 8.        | «Soon»                             | 2:44       |
| 12:32     |                                    |            |

## Учасники запису
- Елла Фіцджеральд — вокал;
- Елліс Ларкінс — фортепіано.